# 1854 en philosophie
Chronologie de la philosophie
- 1850
- 1851
- 1852
- 1853
- 1854
- 1855
- 1856
- 1857
- 1858

L’année 1854 a été marquée, en philosophie, par les événements suivants :

## Publications
- Histoire de la philosophie dans ses rapports avec la religion depuis l'ère chrétienne de Jacques Matter.
- dernier volume du Système de politique positive d'Auguste Comte.

## Naissances
- 28 octobre : Jean-Marie Guyau, philosophe et poète libertaire français, mort en 1888.

## Décès
- 27 février : Félicité Robert de Lamennais, philosophe chrétien français, né en 1782.
- 28 février : Simón Rodríguez, philosophe et éducateur vénézuélien, né en 1769.
- 20 mai : Karl Ludwig von Haller, philosophe et homme politique suisse, né en 1768.
- 20 août : Friedrich Wilhelm Joseph von Schelling, philosophe allemand, né en 1775.